# ان‌جی‌سی ۲۰۲
ان‌جی‌سی ۲۰۲ (انگلیسی: NGC 202) نام یک کهکشان عدسی در صورت فلکی ماهی است.